# Circoscrizione Abruzzo (Camera dei deputati)
La circoscrizione Abruzzo è una circoscrizione elettorale italiana per l'elezione della Camera dei deputati.

## Storia e territorio
La circoscrizione venne istituita dalla legge Mattarella (legge 4 agosto 1993, n. 277) e sostituiva la precedente circoscrizione L'Aquila-Pescara-Chieti-Teramo (o collegio dell'Aquila) in vigore per tutte le elezioni politiche dal 1948 al 1992. Fu confermata nelle successive legge Calderoli (legge 21 dicembre 2005, n. 270) e legge Rosato (legge 3 novembre 2017, n. 165).
Il territorio della circoscrizione coincide all'intera regione Abruzzo.

## Dal 1993 al 2005
Con la legge Mattarella alla circoscrizione spettavano 14 seggi, di cui 11 eletti con collegi uninominali a turno unico e 3 eletti con sistema proporzionale.
L'attribuzione dei primi 11 seggi avveniva in base a un sistema maggioritario a turno unico plurality: veniva eletto parlamentare il candidato che avesse riportato la maggioranza relativa dei suffragi nel collegio. I rimanenti 3 seggi erano invece assegnati con un metodo proporzionale. Pertanto l'elettore godeva di una scheda elettorale separata per l'attribuzione dei seggi residui, a cui accedevano solo i partiti che avessero superato la soglia di sbarramento nazionale del 4%. Il calcolo dei seggi spettanti a ciascuna lista veniva effettuata nel collegio unico nazionale mediante il metodo Hare dei quozienti naturali e dei più alti resti; tali seggi venivano poi ripartiti, in ragione delle percentuali delle singole liste a livello locale, fra le 26 circoscrizioni plurinominali in cui era suddiviso il territorio nazionale, e all'interno delle quali i singoli candidati - che potevano corrispondere a quelli presentatisi nei collegi uninominali - venivano proposti in un sistema di liste bloccate senza possibilità di preferenze. Il meccanismo era però integrato dal metodo dello scorporo, volto a dar compensazione ai partiti minori fortemente danneggiati dall'uninominale: successivamente alla determinazione della soglia di sbarramento, ma antecedentemente al riparto dei seggi, alle singole liste venivano decurtati tanti voti quanti ne erano serviti a far eleggere i vincitori nell'uninominale - cioè i voti del secondo classificato più uno - i quali erano obbligati a collegarsi a una lista circoscrizionale.

### Collegi uninominali
| Mappa | Collegio         | Comuni |
| ----- | ---------------- | --- |
|       | 1. L'Aquila      | - Acciano - Barete - Barisciano - Cagnano Amiterno - Calascio - Campotosto - Capitignano - Caporciano - Carapelle Calvisio - Castel del Monte - Castelvecchio Calvisio - Collepietro - Fagnano Alto - Fontecchio - Fossa - L'Aquila - Lucoli - Magliano de' Marsi - Massa d'Albe - Montereale - Navelli - Ocre - Ofena - Ovindoli - Pizzoli - Poggio Picenze - Prata d'Ansidonia - Rocca di Cambio - Rocca di Mezzo - San Benedetto in Perillis - San Demetrio ne' Vestini - San Pio delle Camere - Sante Marie - Sant'Eusanio Forconese - Santo Stefano di Sessanio - Scoppito - Tornimparte - Villa Santa Lucia degli Abruzzi - Villa Sant'Angelo |
|       | 2. Avezzano      | - Aielli - Avezzano - Balsorano - Bisegna - Canistro - Capistrello - Cappadocia - Carsoli - Castellafiume - Celano - Cerchio - Civita d'Antino - Civitella Roveto - Collarmele - Collelongo - Gioia dei Marsi - Lecce nei Marsi - Luco dei Marsi - Morino - Opi - Oricola - Ortona dei Marsi - Ortucchio - Pereto - Pescasseroli - Pescina - Rocca di Botte - San Benedetto dei Marsi - San Vincenzo Valle Roveto - Scurcola Marsicana - Tagliacozzo - Trasacco - Villavallelonga |
|       | 3. Sulmona       | - Abbateggio - Alfedena - Anversa degli Abruzzi - Ateleta - Barrea - Bolognano - Brittoli - Bugnara - Bussi sul Tirino - Campo di Giove - Cansano - Capestrano - Caramanico Terme - Carpineto della Nora - Castel di Ieri - Castel di Sangro - Castelvecchio Subequo - Castiglione a Casauria - Civitaquana - Civitella Alfedena - Civitella Casanova - Cocullo - Corfinio - Corvara - Cugnoli - Gagliano Aterno - Goriano Sicoli - Introdacqua - Molina Aterno - Pacentro - Pescocostanzo - Pescosansonesco - Pettorano sul Gizio - Pietranico - Popoli - Pratola Peligna - Prezza - Raiano - Rivisondoli - Rocca Pia - Roccacasale - Roccamorice - Roccaraso - Salle - San Valentino in Abruzzo Citeriore - Sant'Eufemia a Maiella - Scanno - Scontrone - Secinaro - Sulmona - Tione degli Abruzzi - Tocco da Casauria - Torre de' Passeri - Vicoli - Villalago - Villetta Barrea - Vittorito |
|       | 4. Teramo        | - Ancarano - Basciano - Bisenti - Campli - Canzano - Castel Castagna - Castellalto - Castelli - Cellino Attanasio - Cermignano - Civitella del Tronto - Colledara - Controguerra - Cortino - Crognaleto - Fano Adriano - Isola del Gran Sasso d'Italia - Montorio al Vomano - Penna Sant'Andrea - Pietracamela - Rocca Santa Maria - Sant'Egidio alla Vibrata - Teramo - Torricella Sicura - Tossicia - Valle Castellana |
|       | 5. Giulianova    | - Alba Adriatica - Atri - Bellante - Colonnella - Corropoli - Giulianova - Martinsicuro - Morro d'Oro - Mosciano Sant'Angelo - Nereto - Notaresco - Roseto degli Abruzzi - Sant'Omero - Torano Nuovo - Tortoreto |
|       | 6. Chieti        | - Bucchianico - Chieti - Francavilla al Mare - Giuliano Teatino - Miglianico - Ripa Teatina - San Giovanni Teatino - Torrevecchia Teatina - Villamagna |
|       | 7. Lanciano      | - Altino - Archi - Atessa - Bomba - Borrello - Casoli - Castel Frentano - Civitaluparella - Civitella Messer Raimondo - Colledimacine - Fallo - Fara San Martino - Fossacesia - Frisa - Gamberale - Gessopalena - Lama dei Peligni - Lanciano - Lettopalena - Montebello sul Sangro - Montelapiano - Montenerodomo - Mozzagrogna - Paglieta - Palena - Palombaro - Pennadomo - Pennapiedimonte - Perano - Pizzoferrato - Quadri - Rocca San Giovanni - Roccascalegna - San Vito Chietino - Santa Maria Imbaro - Sant'Eusanio del Sangro - Taranta Peligna - Torricella Peligna - Treglio - Villa Santa Maria |
|       | 8. Ortona        | - Alanno - Ari - Arielli - Canosa Sannita - Casacanditella - Casalincontrada - Catignano - Cepagatti - Crecchio - Fara Filiorum Petri - Filetto - Guardiagrele - Lettomanoppello - Manoppello - Moscufo - Nocciano - Orsogna - Ortona - Pianella - Poggiofiorito - Pretoro - Rapino - Roccamontepiano - Rosciano - San Martino sulla Marrucina - Scafa - Serramonacesca - Tollo - Turrivalignani - Vacri |
|       | 9. Vasto         | - Carpineto Sinello - Carunchio - Casalanguida - Casalbordino - Castelguidone - Castiglione Messer Marino - Celenza sul Trigno - Colledimezzo - Cupello - Dogliola - Fraine - Fresagrandinaria - Furci - Gissi - Guilmi - Lentella - Liscia - Montazzoli - Monteferrante - Monteodorisio - Palmoli - Pietraferrazzana - Pollutri - Roccaspinalveti - Roio del Sangro - Rosello - San Buono - San Giovanni Lipioni - San Salvo - Scerni - Schiavi di Abruzzo - Torino di Sangro - Tornareccio - Torrebruna - Tufillo - Vasto - Villalfonsina |
|       | 10. Pescara      | - Pescara |
|       | 11. Montesilvano | - Arsita - Cappelle sul Tavo - Castiglione Messer Raimondo - Castilenti - Città Sant'Angelo - Collecorvino - Elice - Farindola - Loreto Aprutino - Montebello di Bertona - Montefino - Montesilvano - Penne - Picciano - Pineto - Silvi - Spoltore - Villa Celiera |

### XII legislatura

#### Risultati elettorali
| Coalizioni                               | Liste                                    | Proporzionale | Proporzionale | Proporzionale | Maggioritario | Maggioritario | Maggioritario |
| Coalizioni                               | Liste                                    | Voti          | %             | Seggi         | Voti          | %             | Seggi         |
| ---------------------------------------- | ---------------------------------------- | ------------- | ------------- | ------------- | ------------- | ------------- | ------------- |
| Progressisti                             | Partito Democratico della Sinistra       | 170.387       | 20,16         | -             | 282.488       | 33,57         | 10            |
| Progressisti                             | Partito della Rifondazione Comunista     | 62.323        | 7,38          | -             | 282.488       | 33,57         | 10            |
| Progressisti                             | Partito Socialista Italiano              | 29.181        | 3,45          | -             | 282.488       | 33,57         | 10            |
| Progressisti                             | Federazione dei Verdi                    | 25.519        | 3,02          | -             | 282.488       | 33,57         | 10            |
| Progressisti                             | La Rete                                  | 18.018        | 2,13          | -             | 282.488       | 33,57         | 10            |
| Alleanza Nazionale                       | Alleanza Nazionale                       | 175.748       | 20,80         | 1             | 202.517       | 24,06         | 1             |
| Forza Italia-CCD-UDC                     | Forza Italia                             | 150.081       | 17,76         | 1             | 187.348       | 22,26         | -             |
| Patto per l'Italia                       | Partito Popolare Italiano                | 129.771       | 15,36         | 1             | 146.077       | 17,36         | -             |
| Lista Pannella - Riformatori             | Lista Pannella - Riformatori             | 71.895        | 8,51          | -             | N.D.          | N.D.          | N.D.          |
| Alleanza Municipalità                    | Alleanza Municipalità                    | 7.432         | 0,88          | -             | 10.065        | 1,20          | -             |
| Socialdemocrazia per le Libertà          | Socialdemocrazia per le Libertà          | 4.655         | 0,55          | -             | N.D.          | N.D.          | N.D.          |
| Socialisti Liberali Democratici Popolari | Socialisti Liberali Democratici Popolari | N.D.          | N.D.          | N.D.          | 5.240         | 0,62          | -             |
| Liberali                                 | Liberali                                 | N.D.          | N.D.          | N.D.          | 3.826         | 0,45          | -             |
| Insieme per Cambiare                     | Insieme per Cambiare                     | N.D.          | N.D.          | N.D.          | 2.465         | 0,29          | -             |
| Abruzzo Liberal Socialista               | Abruzzo Liberal Socialista               | N.D.          | N.D.          | N.D.          | 1.553         | 0,18          | -             |
| Totale                                   | Totale                                   | 845.010       |               | 3             | 841.579       |               | 11            |

#### Eletti

##### Parte proporzionale
| Alleanza Nazionale | Forza Italia      | Partito Popolare Italiano |
| ------------------ | ----------------- | ------------------------- |
|                    |                   |                           |
| - Nino Sospiri     | - Roberto Tortoli | - Franco Marini           |

##### Parte maggioritaria
Eletti nei Progressisti (PDS - PRC - FdV - PSI - Rete - AD - CS)
     Eletti in Alleanza Nazionale
| Collegio          | Deputato | Deputato                  | Partito |
| ----------------- | -------- | ------------------------- | ------- |
| 1 - L'Aquila      |          | Francesco Aloisio         | PDS     |
| 2 - Avezzano      |          | Corrado Paoloni           | PDS     |
| 3 - Sulmona       |          | Alberto La Volpe          | PSI     |
| 4 - Teramo        |          | Serafino Pulcini          | AD      |
| 5 - Giulianova    |          | Franco Gerardini          | PDS     |
| 6 - Chieti        |          | Giovanni Pace             | AN      |
| 7 - Lanciano      |          | Giuseppe Di Lello Finuoli | Ind.    |
| 8 - Ortona        |          | Franco Corleone           | FdV     |
| 9 - Vasto         |          | Giovanni Di Fonzo         | PDS     |
| 10 - Pescara      |          | Miriam Mafai              | AD      |
| 11 - Montesilvano |          | Antonio Saia              | PRC     |

### XIII legislatura

#### Risultati elettorali
| Coalizioni            | Liste                                | Proporzionale | Proporzionale | Proporzionale | Maggioritario | Maggioritario | Maggioritario |
| Coalizioni            | Liste                                | Voti          | %             | Seggi         | Voti          | %             | Seggi         |
| --------------------- | ------------------------------------ | ------------- | ------------- | ------------- | ------------- | ------------- | ------------- |
| Polo per le Libertà   | Alleanza Nazionale                   | 173.787       | 21,13         | -             | 362.952       | 44,61         | 5             |
| Polo per le Libertà   | Forza Italia                         | 159.384       | 19,38         | 1             | 362.952       | 44,61         | 5             |
| Polo per le Libertà   | CCD-CDU                              | 60.745        | 7,39          | -             | 362.952       | 44,61         | 5             |
| L'Ulivo               | Partito Democratico della Sinistra   | 170.486       | 20,73         | 1             | 358.356       | 44,05         | 6             |
| L'Ulivo               | Popolari per Prodi                   | 61.489        | 7,48          | -             | 358.356       | 44,05         | 6             |
| L'Ulivo               | Rinnovamento Italiano                | 36.311        | 4,42          | -             | 358.356       | 44,05         | 6             |
| L'Ulivo               | Federazione dei Verdi                | 26.998        | 3,28          | -             | 358.356       | 44,05         | 6             |
| Progressisti          | Partito della Rifondazione Comunista | 90.170        | 10,96         | 1             | 26.034        | 3,20          | -             |
| Lista Pannella-Sgarbi | Lista Pannella-Sgarbi                | 24.501        | 2,98          | -             | 21.559        | 2,65          | -             |
| Fiamma Tricolore      | Fiamma Tricolore                     | N.D.          | N.D.          | N.D.          | 44.676        | 5,49          | -             |
| Totale                | Totale                               | 822.396       |               | 3             | 813.577       |               | 11            |

#### Eletti

##### Parte proporzionale
| Partito Democratico della Sinistra | Forza Italia         | Partito della Rifondazione Comunista |
| ---------------------------------- | -------------------- | ------------------------------------ |
|                                    |                      |                                      |
| - Osvaldo Scrivani                 | - Giovanni Dell'Elce | - Antonio Saia                       |

##### Parte maggioritaria
Eletti nell'Ulivo (PDS - P-S-P-U-P - RI - FdV)
     Eletti nel Polo per le Libertà (FI - AN - CCD-CDU)
| Collegio          | Deputato | Deputato                | Partito |
| ----------------- | -------- | ----------------------- | ------- |
| 1 - L'Aquila      |          | Francesco Aloisio       |         |
| 2 - Avezzano      |          | Vincenzo Angeloni       |         |
| 3 - Sulmona       |          | Sabatino Aracu          |         |
| 4 - Teramo        |          | Vincenzo Cerulli Irelli |         |
| 5 - Giulianova    |          | Franco Gerardini        |         |
| 6 - Chieti        |          | Giovanni Pace           |         |
| 7 - Lanciano      |          | Giovanni Di Fonzo       |         |
| 8 - Ortona        |          | Franco Corleone         |         |
| 9 - Vasto         |          | Nicola Carlesi          |         |
| 10 - Pescara      |          | Nino Sospiri            |         |
| 11 - Montesilvano |          | Franco Marini           |         |

### XIV legislatura

#### Risultati elettorali
| Coalizioni                           | Liste                                | Proporzionale | Proporzionale | Proporzionale | Maggioritario | Maggioritario | Maggioritario |
| Coalizioni                           | Liste                                | Voti          | %             | Seggi         | Voti          | %             | Seggi         |
| ------------------------------------ | ------------------------------------ | ------------- | ------------- | ------------- | ------------- | ------------- | ------------- |
| Casa delle Libertà                   | Forza Italia                         | 240.581       | 29,07         | 1             | 377.379       | 45,23         | 5             |
| Casa delle Libertà                   | Alleanza Nazionale                   | 122.530       | 14,81         | 1             | 377.379       | 45,23         | 5             |
| Casa delle Libertà                   | CCD-CDU                              | 45.219        | 5,46          | -             | 377.379       | 45,23         | 5             |
| Casa delle Libertà                   | Nuovo PSI                            | 9.234         | 1,12          | -             | 377.379       | 45,23         | 5             |
| L'Ulivo                              | Democratici di Sinistra              | 144.144       | 17,42         | 1             | 362.903       | 43,50         | 6             |
| L'Ulivo                              | La Margherita                        | 94.845        | 11,46         | -             | 362.903       | 43,50         | 6             |
| L'Ulivo                              | Il Girasole                          | 15.345        | 1,85          | -             | 362.903       | 43,50         | 6             |
| L'Ulivo                              | Comunisti Italiani                   | 15.172        | 1,83          | -             | 362.903       | 43,50         | 6             |
| Italia dei Valori                    | Italia dei Valori                    | 51.758        | 6,25          | -             | 44.004        | 5,27          | -             |
| Partito della Rifondazione Comunista | Partito della Rifondazione Comunista | 45.150        | 5,46          | -             | N.D.          | N.D.          | N.D.          |
| Democrazia Europea                   | Democrazia Europea                   | 15.784        | 1,91          | -             | 29.348        | 3,52          | -             |
| Lista Emma Bonino                    | Lista Emma Bonino                    | 15.722        | 1,90          | -             | 8.190         | 0,98          | -             |
| Fronte Sociale Nazionale             | Fronte Sociale Nazionale             | 10.097        | 1,22          | -             | 12.520        | 1,50          | -             |
| Paese Nuovo                          | Paese Nuovo                          | 1.088         | 0,13          | -             | N.D.          | N.D.          | N.D.          |
| Abolizione Scorporo                  | Abolizione Scorporo                  | 827           | 0,10          | -             | N.D.          | N.D.          | N.D.          |
| Totale                               | Totale                               | 827.496       |               | 3             | 834.344       |               | 11            |

#### Eletti

##### Parte proporzionale
| Forza Italia           | Democratici di Sinistra | Alleanza Nazionale |
| ---------------------- | ----------------------- | ------------------ |
|                        |                         |                    |
| - → Giovanni Dell'Elce | - Giovanni Lolli        | - → Nino Sospiri   |

1. ↑  Eletto nel collegio elettorale di Chieti; seggio non attribuito per difetto di candidati
2. ↑  Eletto nel collegio elettorale di Pescara; seggio non attribuito per difetto di candidati

##### Parte maggioritaria
Eletti nell'Ulivo (DS - DL - Il Girasole - PdCI)
     Eletti nella Casa delle Libertà (FI - AN - CCD-CDU - NPSI)
| Collegio          | Deputato | Deputato              | Partito  |
| ----------------- | -------- | --------------------- | -------- |
| 1 - L'Aquila      |          | Massimo Cialente      | DS       |
| 2 - Avezzano      |          | Rodolfo De Laurentiis | CCD      |
| 3 - Sulmona       |          | Sabatino Aracu        | FI       |
| 4 - Teramo        |          | Carla Castellani      | AN       |
| 5 - Giulianova    |          | Nicola Crisci         | DS       |
| 6 - Chieti        |          | Giovanni Dell'Elce    | FI       |
| 7 - Lanciano      |          | Luigi Borrelli        | DS       |
| 8 - Ortona        |          | Giuseppe Albertini    | SDI      |
| 9 - Vasto         |          | Arnaldo Mariotti      | DS       |
| 10 - Pescara      |          | Nino Sospiri          | AN       |
| 11 - Montesilvano |          | Franco Marini         | DL (PPI) |

## Dal 2005 al 2017
Con la legge elettorale Calderoli, alla circoscrizione Abruzzo spettano 14 seggi eletti con sistema proporzionale.
Il sistema di assegnazione dei seggi avviene a seguito della attribuzione, nel collegio elettorale unico (escluso quindi la circoscrizione Estero), di un premio di maggioranza di 340 seggi alla coalizione vincente a livello nazionale (con soglie di sbarramento, limitazioni ecc.) e alla successiva suddivisione dei seggi guadagnati da ogni lista fra le varie circoscrizioni, in proporzione ai voti ottenuti da ogni lista locale.
Nel compiere tale riparto, essendo fisso e immutabile il numero totale di seggi assegnati a ogni lista, può verificarsi la necessità di variare il numero di seggi originariamente attribuiti alle singole circoscrizioni elettorali.

### XV legislatura

#### Risultati elettorali
|                               | L'Ulivo                                           | 280 536   | 32,41 | 5  |  |  |  |  |  |
|                               | Partito della Rifondazione Comunista              | 55 936    | 6,46  | 1  |  |  |  |  |  |
|                               | Italia dei Valori                                 | 35 454    | 4,10  | 1  |  |  |  |  |  |
|                               | Rosa nel Pugno                                    | 25 470    | 2,94  | –  |  |  |  |  |  |
|                               | Partito dei Comunisti Italiani                    | 21 666    | 2,50  | –  |  |  |  |  |  |
|                               | Popolari UDEUR                                    | 19 673    | 2,27  | 1  |  |  |  |  |  |
|                               | Federazione dei Verdi                             | 13 452    | 1,55  | –  |  |  |  |  |  |
|                               | Partito Pensionati                                | 5 055     | 0,58  | –  |  |  |  |  |  |
|                               | Totale coalizione                                 | 457 242   | 52,82 | 8  |  |  |  |  |  |
|                               | Forza Italia                                      | 197 172   | 22,78 | 3  |  |  |  |  |  |
|                               | Alleanza Nazionale                                | 123 478   | 14,26 | 2  |  |  |  |  |  |
|                               | Unione dei Democratici Cristiani e di Centro      | 59 025    | 6,82  | 1  |  |  |  |  |  |
|                               | Democrazia Cristiana per le Autonomie – Nuovo PSI | 8 221     | 0,95  | –  |  |  |  |  |  |
|                               | Alternativa Sociale                               | 8 047     | 0,93  | –  |  |  |  |  |  |
|                               | Fiamma Tricolore                                  | 6 903     | 0,80  | –  |  |  |  |  |  |
|                               | Lega Nord – MPA                                   | 4 457     | 0,51  | –  |  |  |  |  |  |
|                               | Totale coalizione                                 | 407 303   | 47,05 | 6  |  |  |  |  |  |
|                               | Destra Nazionale                                  | 1 093     | 0,13  | –  |  |  |  |  |  |
| Totale                        | Totale                                            | 865 638   | 100   | 14 |  |  |  |  |  |
|                               |                                                   |           |       |    |  |  |  |  |  |
| Voti non validi               | Voti non validi                                   | 30 366    | 3,39  |    |  |  |  |  |  |
| Votanti                       | Votanti                                           | 896 004   | 83,71 |    |  |  |  |  |  |
| Elettori                      | Elettori                                          | 1 070 331 |       |    |  |  |  |  |  |
|                               |                                                   |           |       |    |  |  |  |  |  |
| Fonte: Ministero dell'interno |                                                   |           |       |    |  |  |  |  |  |

#### Eletti
| L'Ulivo | Partito della Rifondazione Comunista                       | Italia dei Valori                                                   | Udeur             |
| --- | ---------------------------------------------------------- | ------------------------------------------------------------------- | ----------------- |
| |                                                            |                                                                     |                   |
| - → Romano Prodi - → Piero Fassino - Lanfranco Tenaglia - Giuseppina Fasciani - Nicola Crisci - Antonio Verini - Massimo Cialente | - → Fausto Bertinotti - Maurizio Acerbo                    | - → Antonio Di Pietro - Carlo Costantini                            | - Dante D'Elpidio |
| Forza Italia | Alleanza Nazionale                                         | Unione dei Democratici Cristiani e di Centro                        |                   |
| |                                                            |                                                                     |                   |
| - → Silvio Berlusconi - → Elio Vito - Sabatino Aracu - Giovanni Ricevuto - Paola Pelino                                           | - → Gianfranco Fini - Teodoro Buontempo - Carla Castellani | - → Pier Ferdinando Casini - → Lorenzo Cesa - Rodolfo De Laurentiis |                   |

1. ↑  Opta per la circoscrizione Emilia-Romagna
2. ↑  Opta per la circoscrizione Piemonte 1
3. ↑  Opta per la circoscrizione Piemonte 1
4. ↑  Opta per la Veneto 2
5. ↑  Opta per la circoscrizione Campania 1
6. ↑  Opta per la circoscrizione Campania 1
7. ↑  Opta per la circoscrizione Emilia-Romagna
8. ↑  Opta per la circoscrizione Lombardia 1
9. ↑  Opta per la circoscrizione Lombardia 2

### XVI legislatura

#### Risultati elettorali
|                               | Il Popolo della Libertà               | 344 203   | 41,59 | 7  |  |  |  |  |  |
|                               | Movimento per l'Autonomia             | 13 370    | 1,62  | –  |  |  |  |  |  |
|                               | Totale coalizione                     | 357 573   | 43,21 | 7  |  |  |  |  |  |
|                               | Partito Democratico                   | 277 226   | 33,50 | 5  |  |  |  |  |  |
|                               | Italia dei Valori                     | 58 076    | 7,02  | 1  |  |  |  |  |  |
|                               | Totale coalizione                     | 335 302   | 40,52 | 6  |  |  |  |  |  |
|                               | Unione di Centro                      | 48 452    | 5,85  | 1  |  |  |  |  |  |
|                               | La Sinistra l'Arcobaleno              | 26 245    | 3,17  | –  |  |  |  |  |  |
|                               | La Destra - Fiamma Tricolore          | 26 153    | 3,16  | –  |  |  |  |  |  |
|                               | Partito Socialista                    | 8 305     | 1,00  | –  |  |  |  |  |  |
|                               | Partito Comunista dei Lavoratori      | 6 299     | 0,76  | –  |  |  |  |  |  |
|                               | Sinistra Critica                      | 4 422     | 0,53  | –  |  |  |  |  |  |
|                               | Forza Nuova                           | 4 390     | 0,53  | –  |  |  |  |  |  |
|                               | Partito Liberale Italiano             | 3 653     | 0,44  | –  |  |  |  |  |  |
|                               | Associazione per la Difesa della Vita | 2 581     | 0,31  | –  |  |  |  |  |  |
|                               | Per il Bene Comune                    | 2 206     | 0,27  | –  |  |  |  |  |  |
|                               | Unione Democratica per i Consumatori  | 1 957     | 0,24  | –  |  |  |  |  |  |
| Totale                        | Totale                                | 827 538   | 100   | 14 |  |  |  |  |  |
|                               |                                       |           |       |    |  |  |  |  |  |
| Voti non validi               | Voti non validi                       | 37 443    | 4,33  |    |  |  |  |  |  |
| Votanti                       | Votanti                               | 864 981   | 80,95 |    |  |  |  |  |  |
| Elettori                      | Elettori                              | 1 068 489 |       |    |  |  |  |  |  |
|                               |                                       |           |       |    |  |  |  |  |  |
| Fonte: Ministero dell'interno |                                       |           |       |    |  |  |  |  |  |

#### Eletti
| Il Popolo della Libertà | Partito Democratico                                                                        |
| --- | ------------------------------------------------------------------------------------------ |
| |                                                                                            |
| - → Silvio Berlusconi - → Gianfranco Fini - Maurizio Scelli - Carla Castellani - Sabatino Aracu - Paola Pelino - Marcello De Angelis - Daniele Toto - Giovanni Dell'Elce | - Livia Turco - Giovanni Lolli - Lanfranco Tenaglia - Tommaso Ginoble - Vittoria D'Incecco |
| Unione di Centro | Italia dei Valori                                                                          |
| |                                                                                            |
| - → Pier Ferdinando Casini - Ferdinando Adornato | - → Antonio Di Pietro - Carlo Costantini                                                   |

1. ↑  Opta per la circoscrizione Molise
2. ↑  Opta per la circoscrizione Emilia-Romagna
3. ↑  Opta per la circoscrizione Liguria
4. ↑  Opta per la circoscrizione Molise

### XVII legislatura

#### Risultati elettorali
|                               | Movimento 5 Stelle               | 232 627   | 29,89 | 3  |  |  |  |  |  |
|                               | Il Popolo della Libertà          | 185 537   | 23,84 | 3  |  |  |  |  |  |
|                               | Fratelli d'Italia                | 27 677    | 3,56  | –  |  |  |  |  |  |
|                               | La Destra                        | 8 212     | 1,06  | –  |  |  |  |  |  |
|                               | Intesa Popolare                  | 4 348     | 0,56  | –  |  |  |  |  |  |
|                               | Grande Sud – MPA                 | 2 701     | 0,35  | –  |  |  |  |  |  |
|                               | Lega Nord                        | 1 407     | 0,18  | –  |  |  |  |  |  |
|                               | Totale coalizione                | 229 882   | 29,53 | 3  |  |  |  |  |  |
|                               | Partito Democratico              | 175 857   | 22,59 | 6  |  |  |  |  |  |
|                               | Sinistra Ecologia Libertà        | 23 817    | 3,06  | 1  |  |  |  |  |  |
|                               | Centro Democratico               | 4 492     | 0,58  | –  |  |  |  |  |  |
|                               | Totale coalizione                | 204 166   | 26,23 | 7  |  |  |  |  |  |
|                               | Scelta Civica                    | 49 777    | 6,40  | 1  |  |  |  |  |  |
|                               | Unione di Centro                 | 13 654    | 1,75  | –  |  |  |  |  |  |
|                               | Futuro e Libertà per l'Italia    | 5 701     | 0,73  | –  |  |  |  |  |  |
|                               | Totale coalizione                | 69 132    | 8,88  | 1  |  |  |  |  |  |
|                               | Rivoluzione Civile               | 25 770    | 3,31  | –  |  |  |  |  |  |
|                               | Fare per Fermare il Declino      | 4 455     | 0,57  | –  |  |  |  |  |  |
|                               | Partito Comunista dei Lavoratori | 4 023     | 0,52  | –  |  |  |  |  |  |
|                               | Forza Nuova                      | 2 959     | 0,38  | –  |  |  |  |  |  |
|                               | Amnistia Giustizia Libertà       | 2 779     | 0,36  | –  |  |  |  |  |  |
|                               | CasaPound                        | 2 580     | 0,33  | –  |  |  |  |  |  |
| Totale                        | Totale                           | 778 373   | 100   | 14 |  |  |  |  |  |
|                               |                                  |           |       |    |  |  |  |  |  |
| Voti non validi               | Voti non validi                  | 32 217    | 3,97  |    |  |  |  |  |  |
| Votanti                       | Votanti                          | 810 590   | 75,95 |    |  |  |  |  |  |
| Elettori                      | Elettori                         | 1 067 298 |       |    |  |  |  |  |  |
|                               |                                  |           |       |    |  |  |  |  |  |
| Fonte: Ministero dell'interno |                                  |           |       |    |  |  |  |  |  |

#### Eletti
| Partito Democratico                                                                                                 | Movimento 5 Stelle                                      | Il Popolo della Libertà                                  |
| --- | ------------------------------------------------------- | -------------------------------------------------------- |
| |                                                         |                                                          |
| - Giovanni Legnini - Antonio Castricone - Tommaso Ginoble - Maria Amato - Itzhak Yoram Gutgeld - Vittoria D'Incecco | - Gianluca Vacca - Andrea Colletti - Daniele Del Grosso | - Filippo Piccone - Paolo Tancredi - Fabrizio Di Stefano |
| Sinistra Ecologia Libertà                                                                                           | Scelta Civica                                           |                                                          |
| |                                                         |                                                          |
| - → Nichi Vendola - Gianni Melilla                                                                                  | - Giulio Cesare Sottanelli                              |                                                          |

1. ↑  Opta per la circoscrizione Puglia

## Dal 2017
Con l'entrata in vigore della legge Rosato, viene istituito un sistema elettorale misto a separazione completa. Per la Camera, come per il Senato, il 37% dei seggi (quindi 232 alla Camera) vengono assegnati con un sistema maggioritario a turno unico in altrettanti collegi uninominali: in ciascun collegio è eletto il candidato più votato, secondo il sistema noto come uninominale secco. Il 61% dei seggi (cioè 386 alla Camera) è ripartito proporzionalmente tra le coalizioni e le singole liste che abbiano superato le previste soglie di sbarramento nazionali; la ripartizione dei seggi è effettuata a livello nazionale per la Camera e a livello regionale per il Senato; a tale scopo sono istituiti collegi plurinominali nei quali le liste si presentano sotto forma di listini bloccati di candidati. Il 2% dei seggi (12 deputati) è destinato al voto degli italiani residenti all'estero e viene assegnato con un sistema proporzionale che prevede il voto di preferenza.

### Collegi elettorali

#### Dal 2017 al 2020
Alla circoscrizione sono attribuiti 14 seggi: 5 sono assegnati mediante sistema maggioritario, in altrettanti collegi uninominali; 9 mediante sistema proporzionale, all'interno di due collegi plurinominali.
| Collegi plurinominali | Collegi plurinominali | Collegi uninominali                       |
| --------------------- | --------------------- | ----------------------------------------- |
|                       | Abruzzo - 01          | - 03 - Pescara - 04 - Chieti - 05 - Vasto |
|                       | Abruzzo - 02          | - 01 - L'Aquila - 02 - Teramo             |

#### Dal 2020
In seguito alla riforma costituzionale del 2020 in tema di riduzione del numero dei parlamentari, alla circoscrizione sono attribuiti 9 seggi: 3 sono assegnati mediante sistema maggioritario, in altrettanti collegi uninominali; 6 mediante sistema proporzionale, all'interno di un unico collegio plurinominale.
| Collegi plurinominali | Collegi plurinominali | Collegi uninominali                          |
| --------------------- | --------------------- | -------------------------------------------- |
|                       | Abruzzo - 01          | - 01 - Chieti - 02 - Pescara - 03 - L'Aquila |

### XVIII legislatura

#### Risultati elettorali
|                            | Movimento 5 Stelle             | 303 065   | 39,87 | 4 | 303 065 | 39,87 | 4 |  |  |
|                            | Forza Italia                   | 110 387   | 14,52 | 1 | 270 244 | 35,55 | 1 |  |  |
|                            | Lega                           | 105 826   | 13,92 | 2 | 270 244 | 35,55 | 1 |  |  |
|                            | Fratelli d'Italia              | 37 679    | 4,96  | – | 270 244 | 35,55 | 1 |  |  |
|                            | Noi con l'Italia – UDC         | 16 352    | 2,15  | – | 270 244 | 35,55 | 1 |  |  |
|                            | Partito Democratico            | 108 800   | 14,31 | 2 | 133 720 | 17,59 | – |  |  |
|                            | +Europa                        | 14 325    | 1,88  | – | 133 720 | 17,59 | – |  |  |
|                            | Civica Popolare                | 7 173     | 0,94  | – | 133 720 | 17,59 | – |  |  |
|                            | Italia Europa Insieme          | 3 422     | 0,45  | – | 133 720 | 17,59 | – |  |  |
|                            | Liberi e Uguali                | 19 787    | 2,60  | – | 19 787  | 2,60  | – |  |  |
|                            | Potere al Popolo!              | 9 693     | 1,28  | – | 9 693   | 1,28  | – |  |  |
|                            | CasaPound                      | 7 814     | 1,03  | – | 7 814   | 1,03  | – |  |  |
|                            | Il Popolo della Famiglia       | 4 988     | 0,66  | – | 4 988   | 0,66  | – |  |  |
|                            | Partito Comunista              | 4 554     | 0,60  | – | 4 554   | 0,60  | – |  |  |
|                            | Italia agli Italiani (FN - FT) | 3 802     | 0,50  | – | 3 802   | 0,50  | – |  |  |
|                            | 10 Volte Meglio                | 1 317     | 0,17  | – | 1 317   | 0,17  | – |  |  |
|                            | Partito Valore Umano           | 1 227     | 0,16  | – | 1 227   | 0,16  | – |  |  |
| Totale                     | Totale                         | 760 211   | 100   | 9 | 760 211 | 100   | 5 |  |  |
|                            |                                |           |       |   |         |       |   |  |  |
| Schede bianche             | Schede bianche                 | 9 229     | 1,17  |   |         |       |   |  |  |
| Schede nulle               | Schede nulle                   | 17 051    | 2,17  |   |         |       |   |  |  |
| Votanti                    | Votanti                        | 786 491   | 74,87 |   |         |       |   |  |  |
| Elettori                   | Elettori                       | 1 050 535 |       |   |         |       |   |  |  |
|                            |                                |           |       |   |         |       |   |  |  |
| Fonte: Camera dei deputati |                                |           |       |   |         |       |   |  |  |

#### Eletti

##### Eletti nei collegi uninominali
Eletti nel Movimento 5 Stelle
     Eletti nella coalizione di centro-destra (Lega - FI - FdI - NcI-UDC)
     Eletti nella coalizione di centro-sinistra (PD - +EUR - CP - Insieme)
| Collegio uninominale | Eletto | Eletto             | Partito |
| -------------------- | ------ | ------------------ | ------- |
| 1 - L'Aquila         |        | Antonio Martino    | FI      |
| 2 - Teramo           |        | Antonio Zennaro    | M5S     |
| 3 - Pescara          |        | Andrea Colletti    | M5S     |
| 4 - Chieti           |        | Daniele Del Grosso | M5S     |
| 5 - Vasto            |        | Carmela Grippa     | M5S     |

1. ↑  In data 23.04.2020 aderisce al gruppo misto, non iscritti; in data 06.05.2020 alla componente «Popolo Protagonista-Alternativa Popolare»; in data 23.09.2020 torna nei non iscritti; in data 18.01.2021 aderisce a Lega - Salvini Premier.
2. ↑  In data 19.02.2021 aderisce al gruppo misto, non iscritti; in data 23.02.2021 alla componente «Alternativa».
3. ↑  In data 21.06.2022 aderisce al gruppo Insieme per il Futuro.

##### Eletti nella quota proporzionale
| Collegio plurinominale | M5S                                   | Forza Italia         | Partito Democratico    | Lega                          |
| ---------------------- | ------------------------------------- | -------------------- | ---------------------- | ----------------------------- |
| Collegio plurinominale |                                       |                      |                        |                               |
| Abruzzo - 01           | - Gianluca Vacca - Daniela Torto      | - Gianfranco Rotondi | - Camillo D'Alessandro | - Giuseppe Ercole Bellachioma |
| Abruzzo - 02           | - Valentina Corneli - Fabio Berardini | -                    | - Stefania Pezzopane   | - Luigi D'Eramo               |

1. ↑  In data 21.06.2022 aderisce al gruppo Insieme per il Futuro.
2. ↑  In data 19.09.2019 aderisce al gruppo Italia Viva - Italia C'è.
3. ↑  In data 10.12.2020 aderisce al gruppo misto, non iscritti; in data 13.01.2021 alla componente «Centro Democratico»; in data 27.05.2021 al gruppo Coraggio Italia; in data 23.06.2022 torna nel gruppo misto, non iscritti; in data 07.07.2022 aderisce alla componente «Coraggio Italia».

### XIX legislatura

#### Risultati elettorali
|                               | Fratelli d'Italia                                       | 173 153   | 27,67 | 2 | 298 620 | 47,72 | 3 |  |  |
|                               | Forza Italia                                            | 69 512    | 11,11 | 1 | 298 620 | 47,72 | 3 |  |  |
|                               | Lega per Salvini Premier                                | 51 764    | 8,27  | – | 298 620 | 47,72 | 3 |  |  |
|                               | Noi Moderati                                            | 4 191     | 0,67  | – | 298 620 | 47,72 | 3 |  |  |
|                               | Partito Democratico - Italia Democratica e Progressista | 103 956   | 16,61 | 1 | 137 336 | 21,95 | – |  |  |
|                               | Alleanza Verdi e Sinistra                               | 16 799    | 2,68  | – | 137 336 | 21,95 | – |  |  |
|                               | +Europa                                                 | 12 363    | 1,98  | – | 137 336 | 21,95 | – |  |  |
|                               | Impegno Civico – Centro Democratico                     | 4 218     | 0,67  | – | 137 336 | 21,95 | – |  |  |
|                               | Movimento 5 Stelle                                      | 115 336   | 18,43 | 1 | 115 336 | 18,43 | – |  |  |
|                               | Azione - Italia Viva                                    | 39 295    | 6,28  | 1 | 39 295  | 6,28  | – |  |  |
|                               | Italexit                                                | 11 500    | 1,84  | – | 11 500  | 1,84  | – |  |  |
|                               | Unione Popolare                                         | 10 761    | 1,72  | – | 10 761  | 1,72  | – |  |  |
|                               | Italia Sovrana e Popolare                               | 6 926     | 1,11  | – | 6 926   | 1,11  | – |  |  |
|                               | Vita                                                    | 2 963     | 0,47  | – | 2 963   | 0,47  | – |  |  |
|                               | Alternativa per l'Italia (PdF - Exit)                   | 1 832     | 0,29  | – | 1 832   | 0,29  | – |  |  |
|                               | Sud chiama Nord                                         | 1 162     | 0,19  | – | 1 162   | 0,19  | – |  |  |
| Totale                        | Totale                                                  | 625 731   | 100   | 6 | 625 731 | 100   | 3 |  |  |
|                               |                                                         |           |       |   |         |       |   |  |  |
| Schede bianche                | Schede bianche                                          | 11 905    | 1,81  |   |         |       |   |  |  |
| Schede nulle                  | Schede nulle                                            | 19 498    | 2,97  |   |         |       |   |  |  |
| Votanti                       | Votanti                                                 | 657 134   | 63,99 |   |         |       |   |  |  |
| Elettori                      | Elettori                                                | 1 026 974 |       |   |         |       |   |  |  |
|                               |                                                         |           |       |   |         |       |   |  |  |
| Data: 25 settembre 2022       |                                                         |           |       |   |         |       |   |  |  |
| Fonte: Ministero dell'interno |                                                         |           |       |   |         |       |   |  |  |

#### Eletti

##### Eletti nei collegi uninominali
Eletti nella coalizione di centro-destra (FdI - LSP - FI - NM)
| Collegio uninominale | Eletto | Eletto         | Partito |
| -------------------- | ------ | -------------- | ------- |
| 01 - Chieti          |        | Alberto Bagnai | LSP     |
| 02 - Pescara         |        | Guerino Testa  | FdI     |
| 03 - L'Aquila        |        | Giorgia Meloni | FdI     |

##### Eletti nei collegi proporzionali
| Collegio plurinominale | Fratelli d'Italia                   | Movimento 5 Stelle | Partito Democratico - IDP | Forza Italia     | Azione - Italia Viva       |
| ---------------------- | ----------------------------------- | ------------------ | ------------------------- | ---------------- | -------------------------- |
| Collegio plurinominale |                                     |                    |                           |                  |                            |
| Abruzzo - 01           | - Fabio Roscani - Rachele Silvestri | - Daniela Torto    | - Luciano D'Alfonso       | - Nazario Pagano | - Giulio Cesare Sottanelli |